# Rhododendron 'Unelma'
Rhododendron 'Unelma' — сорт зимостойких вечнозелёных рододендронов. 
Сорт зарегистрирован в IRRC. Так же как и более распространённый сорт 'Hellikki', 'Unelma' создан в результате отбора сеянцев от открытого опыления красноцветного гибрида Зейделя (Seidel Group hybrid). По внешнему виду листьев можно предположить, что в сорте присутствуют также гены рододендрона Смирнова (Rhododendron smirnowii). 

## Биологическое описание
Вечнозелёный кустарник, крона плотная, округлая. Молодые побеги имеют мягкое опушение.
Листья зелёные, нижняя поверхность покрыта светлыми, похожими на войлок коричневатыми ворсинками.
Цветки воронкообразные, интенсивно-красные, несколько крупнее, чем у его близкой родственницы 'Hellikki'. Селекционер Марьятта Уосукайнен считает также, что 'Unelma' менее требователен в отношении выбора места для посадки, чем его сестра.

## В культуре
Рекомендуется посадка в кислую, рыхлую, хорошо дренированную почву, в защищенных от ветра местах, не выносит переувлажнения и пересыхания корнеобитаемой зоны. Нуждается в ежегодном мульчировании и защите от весеннего солнца.